# Sibirskoje (rejon russko-polański)
Sibirskoje (ros. Сибирское) – wieś (sieło) w Rosji, w obwodzie omskim, w rejonie russko-polańskim. W 2010 liczyła 941 mieszkańców.